# Зеньковский, Сергей Александрович
Сергей Александрович Зеньковский (16 июня 1907, Киев — 31 марта 1990, Флорида, США) — русский эмигрантский историк, славист; профессор, работавший в странах Европы и США.

## Биография
Родился 16 июня 1907 г. в Киеве в семье Александра Васильевича Зеньковского (1878—1966), профессора экономики в Киевском Коммерческом институте.
В 1920 году семья эмигрировала в Прагу. Там окончил среднюю школу (в Моравской Тшебове) и в 1927 году Школу экономики в Праге (отделение экономической истории).
В 1927 году уехал в Париж, где жил его дядя В. В. Зеньковский. Лиценциат Парижского университета, Сорбонны отделение восточноевропейской и современной истории (1930). Участвовал в Русском студенческом христианском движении.
Работал во Франции в компаниях Jupiter Radio и Prozen.
В 1939-1944 годах жил в Чехословакии. Получил степень доктора Карлова университета в Праге (1942), защитив диссертацию по русской политике в Синьцзяне с 1856 по 1914 год.
После второй мировой войны переехал в США. Преподавал в Университете Индианы (1950—1954), Гарвардском университете (1954—1958), Стетсонском университете (1958—1960), Колорадском университете (1960—1962).
В 1962 году вернулся в Стетсонский университет, где был профессором истории и директором русской программы. Параллельно с работой в Стетсонском университете, получив финансовую поддержку Фонда Саймона Гуггенхайма, ведет исследования и читает лекции в Гейдельбергском университете в Германии. 
В 1967—1977 гг. Зеньковский профессор отделения славянской культуры в Университете Вандербильта (Нашвилл, штат Тенесси), откуда ушёл в отставку заслуженным профессором и вернулся во Флориду. В 1977—1983 гг. профессор истории в Стетонском университете, с 1982 по 1985 год — член академического совета института Кеннана Международного центра Вудро Вильсона в Вашингтоне.

## Исследовательская деятельность и творчество
Сергей Зеньковский вместе со своей супругой Елизаветой Уильямовной осуществил капитальный замысел: перевел на английский язык и прокомментировал 5 томов русской летописи XVI века — Никоновского летописного свода.
В его творчестве особое внимание уделено таким русским писателям, как Иван Неронов, Иосиф Волоцкий, князь Иван Хворостин, протопоп Аввакум. Особое внимание в исследованиях Зеньковского посвящено истории русского раскола, им написана обстоятельная монография «Русское старообрядчество», увидевшая свет в Мюнхене в 1970 г. (в 1995 г. переиздана в Москве). 
Известен и как рецензент ведущих американских славистических журналов. После смерти ученого, на его рабочем столе, осталось много рабочих проектов. В частности, текст доклада «Русские старообрядцы, их миграция и диаспора», комментарии к роману Достоевского «Идиот» и другие документы.

## Сочинения

### Книги
- Russische Politik im Sinkiang: Vom Pariser Friend bis zum Weltkrieg, 1856-1914. Prague: Bachkovsky Press, 1942.
- Pan-Turkism and Islam in Russia. Cambridge, Massachusetts: Harvard University Press, 1960.
- Conversational Russian for the American Student. Englewood Cliffs, N.J.: Prentice-Hall, 1961.
- The confession of Epiphany, a Muscovite visionary. Mouton: 's-Gravenhage, 1962.
- Medieval Russia’s Epics, Chronicles, and Tales. New York: E. P. Dutton, 1964.
- Русское старообрядчество. — М.: Институт ДИ-ДИК, 2006.

### Статьи
- Князь науки: Авиценна // НРС.1952. 26 декабря
- Судьба крымских татар //Там же. 19 октября
- The Old Believer Avvakum. 1954.
- Протопоп Иван Неронов: Очерк из истории русской церкви 17 в. // Вестник РСХД. 1954. № 31. С. 11-17.
- Раскол и судьба империи // Возрождение (Париж). 1955. Т. 39, март. С. 122—125.
- Друг самозванца, еретик и стихотворец: Князь Иван Хворостин, поэт и западник // Опыты (Нью — Йорк). 1956. Т. 6. С. 77 — 88.
- Ислам и Россия // НЖ. 1956. Т. 46. С. 172—196.
- Преподобный Иосиф и иосифляне // Вестник РСХД. 1956. № 40. С. 23 — 32.
- Назначение о. Г. Флоровского // НРС. 1957. 25 июля.
- Путь историка: к 70 — летию М. Карповича // Опыты (Нью — Йорк). 1958. Т. 9. С. 52 — 60.
- Крепостное право и его отмена: К столетию манифеста 19 февраля // Вестник РСХД. 1961. № 61. С. 21 — 37.
- Русско-китайский конфликт 1880 года // Сборник в честь профессора Н. С. Тимашева: На темы русские и общие/ Под ред. Н. П. Полторацкого. Нью — Йорк, 1965. С. 256—279.
- Житие духовидца Епифания //Возрождение (Париж). 1966. Т. 173. С. 68 — 87.
- Русское старообрядчество: духовные движения семнадцатого века. Munchen: Wilhelm Fink Verl., 1970.
- У истоков русской мессианской мечты // Возрождение (Париж). 1972. Т. 238. С. 40 — 70.
- Традиция романтизма в творчестве Константина Случевского // American Contributions to the 7 International Congress of Slavists, Warshaw, Aug.21-27, 1973. The Hague; Mouton and Company, 1973. Vol. 2. P. 567—597.
- История и сага // АНR. 1974. Vol. 79. № 4. Р. 1162—1163 (рецензия на книгу Гуревича А. Я.)
- Категории средневековой культуры // Ibid.
- Евгений Баратынский: Жизнь и творчество // RR. 1974. Vol. 2. № 2. Р. 83 (Соавторство с Хьетсо Г.)
- Д. С. Мережковский в русской религиозной мысли // Russian Religious-Philosophic Thought of the 20 Century. Pittsburg,1976. P. 278—288.
- Старообрядцы-технократы горного дела Урала//ЗРАГ. 1976. Т. 10. С. 175—203
- Религия и церковь в истории России: (Советские историки о православной церкви в России)/ Под ред. Е. Ф. Грекулова // ANR. 1977. Vol. 82, Jube. P. 691.
- Достоевский и русские романтики // ЗРФГ. 1978. Т. 12. С. 176—189.
- Русское искусство XVI века в свете исторического процесса // ЗРАГ. 1982. Т. 15. С. 57-68.
- Защитник церкви и страждущих: Иосиф Волоцкий // Русское возрождение (Нью-Йорк). 1984. Ч. 3/4. № 27-28. С. 51-68.
- Отмена крепостного права Александром II и крестьянские реформы Столыпина //ЗРАГ. 1986. Т. 19. С. 37-56.
- Вдумчивый историк: К столетию со дня рождения М. М. Карповича // НЖ. 1987. Т. 168/169. С. 399—408.
- Старообрядчество, церковь и государство // Русское возрождение (Нью-Йорк), 1987. Ч. 1. № 37. С. 85-98.
- Начало Руси и тысячетелетие её крещения // ЗРАГ. 1988. Т. 21. С. 19-57.
- Памяти профессора И. И. Балуева // НРС. 1988. 22 июня.
- Alexis, Metropolitan of Russia, 1355—1378 // MERRSU. 1989. Vol. 1. P.146 — 151.